# Betonkubel

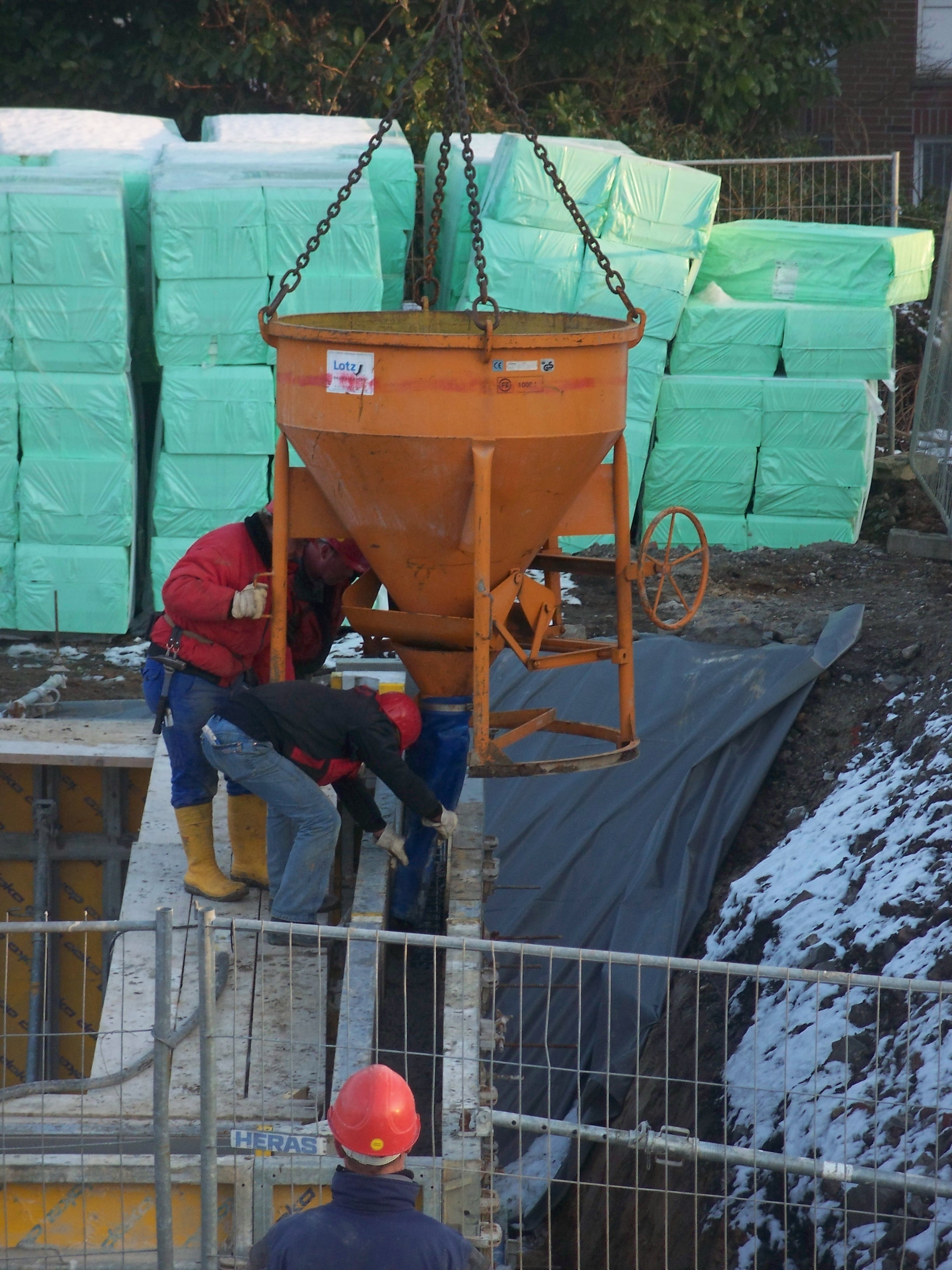
Betonstort met behulp van een kubel

Een betonkubel, kubel of betonsilo is in de bouwwereld een vat dat bij de gietbouw wordt gebruikt, waarin verse beton naar de stortplek wordt gehesen om daar te worden gelost. De kubel heeft de vorm van een trechter en kleppen waarmee de beton gedoseerd kan worden gelost. Kubels bestaan in diverse inhoudsmaten, ruwweg variërend van enkele honderden tot enkele duizenden liters inhoud.
Andere apparaten, die bij de gietbouw worden gebruikt, zijn een betonmolen en betonpomp.

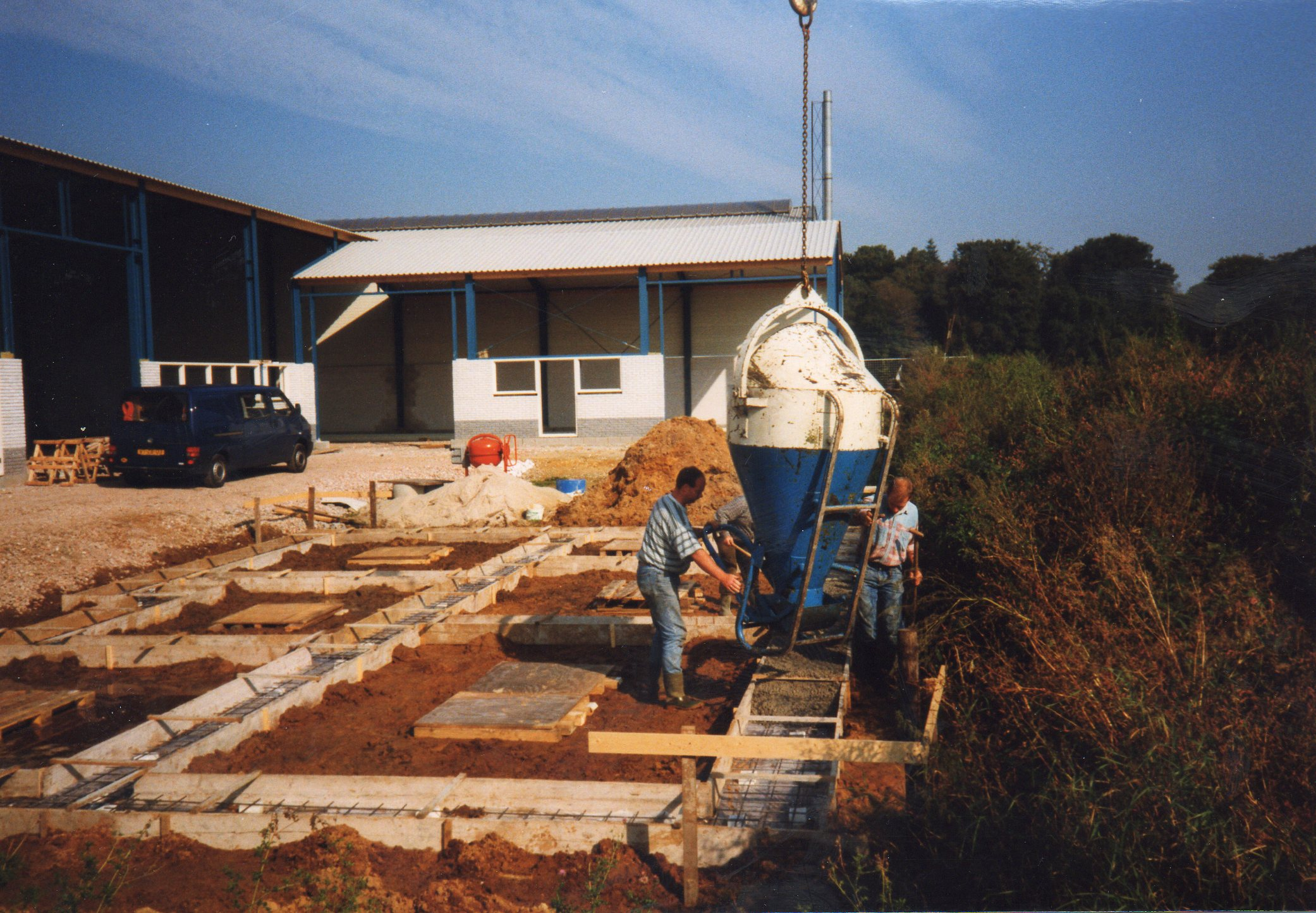